# ウォータールーFC
ウォータールーFC（英: Waterloo F.C.）は、イングランドのマージーサイド・ブレンデルサンズに本拠地を置くラグビーユニオンクラブである。スタジアムはStアントニーズロード。ノース1イースト（6部）に所属。スポンサーの関係でフィルウッド・ウォータールーとも呼ばれる。

## 歴史
1882年創設。
1987年、ナショナル・ディビジョンワン（現・ギャラガー・プレミアシップ）の初年度参加クラブに選ばれる。
1988-89シーズン後に降格して以降は、プレミアシップから遠ざかっている。